# سوق البقر (صنعاء القديمة)

تعديل مصدري - تعديل

حارة سوق البقر هي إحدى حارات مدينة صنعاء القديمة، بلغ تعداد سكانها 578 نسمة حسب تعداد اليمن لعام 2004.